# Bo Andersen (fodboldspiller)
 Der er flere personer med dette navn, se Bo Andersen.
Bo Andersen (født 26. marts 1976) er en dansk fodboldtræner, der tidligere har haft en karriere som professionel fodboldmålmand.

## Spillerkarriere
Bo Braastrup Andersen spillede for Lyngby Boldklub, Bristol City F.C., Djurgårdens IF, Viking FK, UD Las Palmas, Køge BK, Tromsø IL, Slagelse B&I, Stavanger IF og Sandnes Ulf.
Han stoppede sin aktive fodboldkarriere ved udgangen af 2013, hvor han fortsatte som træner i Stavanger IF.

## Landsholdskarriere
Han spillede 1 kamp for U/16-landsholdet, 7 kampe for U/17-landsholdet, 11 kampe for U/19-landsholdet samt 7 kampe for U/21-landsholdet.

## Trænerkarriere
Den 18. oktober 2012 blev det offentliggjort, at Bo Andersen var ny træner i Stavanger IF fra årsskiftet. Han skrev under på en treårig kontrakt.
Han blev i december 2013 ny træner i Vaulen Idrettslag, hvor han skrev under på en treårig kontrakt.